# Abbot Cove
Ne doit pas être confondu avec Abbotts Cove.
Abbot Cove ou Abbott Cove est une communauté située dans la province canadienne de Terre-Neuve-et-Labrador.